# Rex Harrison

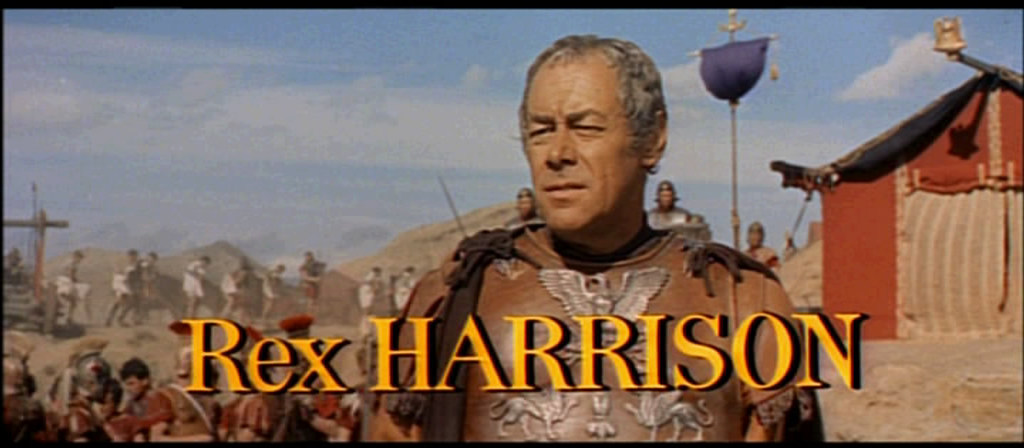
Harrison i storfilmen Cleopatra från 1963.

Reginald Carey "Rex" Harrison, född 5 mars 1908 i Huyton i Lancashire (i nuvarande Merseyside), död 2 juni 1990 i New York i New York, var en brittisk skådespelare. Harrison började sin karriär på scenen 1924. Han tjänstgjorde i Storbritanniens flygvapen under andra världskriget. Harrison vann sin första Tony Award för rollen som Henry VIII i pjäsen De tusen dagarnas drottning 1949 och sin andra för rollen som professor Henry Higgins i scenuppsättningen av My Fair Lady 1957. Han repriserade rollen i filmversionen från 1964, för vilken han erhöll både en Golden Globe Award och en Oscar för bästa manliga huvudroll.
Förutom sin scenkarriär medverkade Harrison också i många filmer, inklusive Min fru går igen (1945), Anna och kungen av Siam (1946), Spöket och Mrs. Muir (1947), Cleopatra (1963) och spelade även titelrollen som den engelska läkaren som kan tala med djur, Doktor Dolittle (1967). År 1989 adlades Rex Harrison.

## Biografi
Harrison började sin teaterbana redan vid 16 års ålder i Liverpool, därefter flyttade han till London där han i ett skådespel av Terrence Rattigan bevisade sin talang.
Under 1930-talet och fram till 1946 medverkade Harrison i ca 20 filmer i diverse mindre roller, med ett avbrott åren 1942-1944, då han under andra världskriget tjänstgjorde i Royal Air Force. 1946 gjorde han sitt stora genombrott i filmens värld då han spelade den manliga huvudrollen i Anna och kungen av Siam. Sina främsta roller därefter gjorde han under 1960-talet. 1964 fick han för sin rollprestation som Professor Higgins i My Fair Lady en Oscar.
1948 hade Harrison, som då var gift med Lilli Palmer, en kärleksaffär med skådespelerskan Carole Landis; hon begick självmord när deras förhållande tog slut. Han omnämndes sedan ofta i skvallerspalterna som "Sexy Rexy". Harrison var gift sex gånger och hade två söner, Noel och Carey Harrison. 
År 1975 släppte Harrison sin första självbiografi, den andra A Damned Serious Business: My Life in Comedy, publicerades postumt 1991. Han fortsatte arbeta i olika scenproduktioner fram till sin död, till följd av bukspottkörtelcancer i juni 1990, vid 82 års ålder.
Seth MacFarlane, skaparen av den amerikanska animerade komediserien Family Guy, har i flera intervjuer sagt att seriens karaktär "Stewie Griffin" är baserad på Harrison vad gäller rösten och sättet att uttrycka sig.

## Filmografi i urval
- 1930 – The School for Scandal
- 1934 – Leave It to Blanche
- 1936 – Männen äro inga gudar
- 1937 – Storm i en tekopp
- 1938 – Sidewalks of London
- 1938 – Citadellet
- 1939 – Han eller ingen
- 1940 – Tio dagar i Paris
- 1940 – Nattexpress
- 1941 – Major Barbara
- 1945 – Gentleman på galejan
- 1945 – Min fru går igen
- 1945 – En yankee kom till England
- 1946 – Anna och kungen av Siam
- 1947 – Spöket och Mrs. Muir
- 1947 – Högt spel i sydstaterna
- 1948 – Äventyrens man
- 1948 – Otrogen u.p.a.
- 1951 – Främling i natten
- 1952 – Stolpsängen
- 1953 – Main Street to Broadway
- 1954 – Rikard Lejonhjärta
- 1955 – En snygg historia
- 1958 – Vad vet mamma om kärlek?
- 1960 – En röst i dimman
- 1961 – Tjuvar i farten
- 1963 – Cleopatra
- 1964 – My Fair Lady
- 1964 – Den gula Rolls-Roycen
- 1965 – Vånda och extas
- 1967 – Doktor Dolittle
- 1968 – Leva loppan
- 1969 – Trappan
- 1977 – Järnmaskens hemlighet
- 1977 – Fäkta för livet
- 1979 – Ashanti!
- 1986 – Anastasia

## Teater

### Roller
| År   | Roll         | Produktion                                                     | Regi              | Teater                                 |
| ---- | ------------ | -------------------------------------------------------------- | ----------------- | -------------------------------------- |
| 1963 | Cecil        | The Irregular Verb to Love Hugh Williams och Margaret Williams | Cyril Ritchard    | Ethel Barrymore Theatre, New York, USA |
| 1985 | Lord Grenham | Aren't We All? Frederick Lonsdale                              | Clifford Williams | Brooks Atkinson Theatre, New York, USA |